# Dark Medieval Times
Dark Medieval Times es el primer álbum de estudio de la banda noruega de black metal, Satyricon. 
Fue grabado entre agosto y septiembre de 1993 y lanzado en 1994 a través de Moonfog Productions. Debido a su limitada edición, la versión original actualmente está agotada y resulta cada vez más difícil de encontrar.

## Lista de canciones
1. "Walk the Path of Sorrow" – 8:18
2. "Dark Medieval Times" – 8:11
3. "Skyggedans" (Shadowdance) – 3:55
4. "Min Hyllest Til Vinterland" (My Tribute to the Winterland) – 4:29
5. "Into the Mighty Forest" – 6:18
6. "The Dark Castle in the Deep Forest" – 6:22
7. "Taakeslottet" (The Fogcastle) – 5:54

## Miembros
- Satyr - voz, guitarra y bajo
- Frost - batería
- Lemarchand - guitarrista de sesión (no acreditado)
- Torden - teclista de sesión